# Lợn Protest Đan Mạch
Lợn Protest Đan Mạch (tiếng Anh:Husum Red Pied; tiếng Đức: Rotbuntes Husumer) là một giống lợn nhà hiếm với biệt danh là lợn Protestchwein và trong tiếng Đan Mạch: Husum protestsvin hoặc danske protestsvin). Giống lợn này bắt nguồn từ Bắc Frisia ở miền Nam Schleswig vào đầu thế kỷ 20, khi người Đan Mạch sống trong khu vực dưới sự cai trị của Phổ bị cấm không được treo cờ Đan Mạch và trưng bày Lợn Protest. Do màu đỏ của nó, kèm theo một vệ thẳng đứng màu trắng khá rộng và một dấu vết của một vạch màu trắng ngang giống như màu sắc của lá cờ của Đan Mạch, nó đã được sử dụng làm một biểu tượng của bản sắc văn hóa của họ.
Lợn Protest Đan Mạch được công nhận là một giống vào năm 1954, nhưng sau lần sinh cuối cùng vào năm 1968, giống lợn này được coi là đã tuyệt chủng. Duy nhất trong năm 1984, lợn hoàn toàn tương ứng với các mô tả của giống lợn này đã được nhìn thấy một lần nữa. Các tổ chức hợp tác nhân giống tiếp tục lai tạo và đăng ký lợn hiện có của giống này. Các quần thể sinh sản tồn tại trong Vườn thú Berlin, Vườn thú Hanover, Wardpark Arche Archer gần Kiel, trong ZOOM Erlebniswelt Gelsenkirchen, ở Dalmsdorf (Mecklenburg), Hof Lütjensee và trên Archum Blumencron. Sở thú Dortmund và nhà Tierpark Krüzen nhỏ cũng có một số ít cá thể lợn giống này. Hiện tại, khoảng 140 cá thể lợn giống này còn sống trên toàn thế giới. Nhà nước liên bang Đức Schleswig-Holstein hỗ trợ bảo tồn giống lợn này vì giá trị văn hóa của nó.